# 181136 Losonczrita
181136 Losonczrita este un asteroid din centura principală de asteroizi.

## Descriere
181136 Losonczrita este un asteroid din centura principală de asteroizi. A fost descoperit pe 25 august 2005 la Piszkesteto la Observatorul Piszkesteto. Asteroidul prezintă o orbită caracterizată de o semiaxă mare de 3,03 ua, o excentricitate de 0,14 și o înclinație de 10,9° în raport cu ecliptica.